# Diduga albicosta
Diduga albicosta là một loài bướm đêm thuộc phân họ Arctiinae, họ Erebidae.